# 沃尔纳特河
沃尔纳特河（英語：Walnut River）是阿肯色河的一条支流，密西西比河的二级支流，长约154英里（248），位于美国堪萨斯州东南部。
根据GNIS信息系统，这条河流在历史上曾经被叫做“小弗迪格里斯河”（"Little Verdigris River"）。